# Ensemble canonique
En physique statistique, l’ensemble (ou situation) canonique est un ensemble statistique introduit par le physicien américain Josiah Willard Gibbs. Il correspond au cas d'un système physique de volume {\displaystyle V} donné et contenant un nombre fixe {\displaystyle N} de particules, en interaction avec un autre système, appelé réservoir ou thermostat, beaucoup plus grand que le système considéré et avec lequel il peut échanger de l'énergie mais pas de matière. Le thermostat se comporte comme un réservoir supposé infini d'énergie, la réunion des deux systèmes étant considérée comme isolée. Le couplage entre le système étudié et le réservoir est considéré comme faible, c'est-à-dire que l'état du réservoir n'est pas modifié quels que soient les échanges d'énergie entre lui et le système.
Un exemple d'une telle situation peut être donné par une bouteille d'eau fermée et plongée dans une piscine : cette dernière constitue le réservoir. Il est clair que même si la bouteille est initialement à une température beaucoup plus basse, ou plus élevée, que celle de la piscine, elle n'influencera pas de façon mesurable la température de la piscine. La notion de réservoir est relative, ainsi une tasse de thé chaud pourra être approximativement considérée comme un réservoir pour une tranche de citron plongée dedans mais certainement pas pour toute la pièce dans laquelle elle se trouve, qui pourra à l'inverse être considérée comme le réservoir vis-à-vis du système constitué par la tasse de thé (et la tranche de citron).
La condition d'équilibre thermique entre le système étudié et le réservoir est réalisée lorsqu'ils sont à la même température. Plus précisément, le réservoir, beaucoup plus gros que le système considéré, impose sa température à ce dernier : c'est pourquoi il est souvent appelé thermostat.
L'ensemble canonique est l'ensemble des « copies virtuelles » du même système dans le même état d'équilibre avec le thermostat, donc à la même température. Contrairement au cas de l'ensemble microcanonique, l'énergie du système étudié est alors amenée à fluctuer d’une « copie » du système à une autre de l'ensemble. Toutefois, et contrairement à la situation microcanonique, les différents micro-états d'énergie {\displaystyle E_{\ell }} du système étudié ne possèdent pas tous la même probabilité, du fait de l'interaction avec le réservoir. Il est possible de déterminer la forme générale de la distribution de probabilité des micro-états d'énergie accessibles du système, appelée distribution canonique.

## Distribution canonique
Dans la situation canonique, le volume {\displaystyle V} et le nombre de particules {\displaystyle N} du système correspondent à des paramètres extérieurs (en l'espèce, extensifs), dont les valeurs sont fixées. Il convient de souligner que la fixité du volume du système implique que celui-ci n'échange pas de travail avec le réservoir : les échanges d'énergie avec ce dernier sont purement thermiques,. Par ailleurs elle peut être difficile à réaliser en pratique, du fait des phénomènes de dilatation-contraction des parois du récipient contenant le système: de fait cette condition de volume fixe est rarement réalisée en chimie par exemple, où l'on préfère considérer que c'est la pression qui est fixe.
En revanche, et contrairement au cas microcanonique, l'énergie {\displaystyle E} du système n'est plus fixée, en raison des échanges avec le réservoir, et est donc une variable interne, au même titre que peut l'être par exemple la densité de la matière constituant le système. Par suite, la distribution des différents micro-états du système n'a aucune raison d'être celle de l'ensemble microcanonique, où ceux-ci sont équiprobables, mais doit être déterminée en prenant en compte ces échanges système - réservoir.
La détermination de la distribution des niveaux d'énergie au sein d'un ensemble canonique se fait en considérant l'ensemble microcanonique qu'il constitue avec le réservoir d'énergie. L'énergie totale du système étudié et du réservoir est notée {\displaystyle E_{T}}, celle du système dans un micro-état donné {\displaystyle E_{\ell }} ({\displaystyle \ell } étant un indice générique permettant de distinguer les divers micro-états), et celle correspondante du réservoir {\displaystyle E_{L}}, avec dans tous les cas {\displaystyle E_{T}=E_{\ell }+E_{L}}. L'ensemble {système étudié + réservoir} étant considéré comme isolé, l'énergie {\displaystyle E_{T}} est constante à {\displaystyle \delta E} près, et {\displaystyle E_{\ell }\ll E_{L}} pour que le thermostat constitue effectivement un réservoir infini d'énergie pour le système considéré.

### Condition d'équilibre thermique
À l'équilibre thermodynamique l'entropie {\displaystyle S_{T}} de l'ensemble {système + réservoir} doit être maximale. Comme l'entropie est une grandeur extensive, l'entropie de l'ensemble {système + réservoir} est la somme des entropies du système, notée {\displaystyle S}, et du réservoir, notée {\displaystyle S_{\mathrm {r} }} :
{\displaystyle S_{T}=S+S_{\mathrm {r} }}.
Le système n'interagissant avec le réservoir qu'en s'échangeant une énergie {\displaystyle \delta E} avec ce dernier, il est possible d'écrire la variation correspondante de l'entropie totale :
{\displaystyle \delta S_{T}=\left.\delta E{\frac {\partial S}{\partial E}}\right|_{E=E_{\ell }}-\delta E\left.{\frac {\partial S_{\mathrm {r} }}{\partial E}}\right|_{E=E_{L}=E_{T}-E_{\ell }}}.
À l'équilibre thermique l'entropie de l'ensemble {système + réservoir} est maximale donc {\displaystyle \delta S_{T}=0}, par suite il vient :
{\displaystyle \left.{\frac {\partial S}{\partial E}}\right|_{E=E_{\ell }}=\left.{\frac {\partial S_{\mathrm {r} }}{\partial E}}\right|_{E=E_{T}-E_{\ell }}}.
Par ailleurs, comme {\displaystyle E_{\ell }\ll E_{L}} en pratique {\displaystyle \left.{\frac {\partial S_{\mathrm {r} }}{\partial E}}\right|_{E=E_{T}-E_{\ell }}\approx \left.{\frac {\partial S_{\mathrm {r} }}{\partial E}}\right|_{E=E_{T}}={\frac {1}{T_{r}^{*}}}}, où {\displaystyle T_{r}^{*}} est la température microcanonique du réservoir, qui ne dépend donc pas de l'état du système étudié. Il est alors possible de poser {\displaystyle \left.{\frac {\partial S}{\partial E}}\right|_{E=E_{\ell }}={\frac {1}{T}}}, {\displaystyle T} étant la température canonique du système étudié, et la relation d'équilibre thermique entre ce dernier et le réservoir se réduit à {\displaystyle T=T_{r}^{*}}. Le réservoir "impose" donc à l'équilibre sa température, supposée constante, au système étudié, d'où le terme souvent utilisé de thermostat pour le désigner.
Tout ceci suggère d'introduire le facteur :
Ceci constitue pour ainsi dire une définition du concept de température. Lorsque ces deux facteurs sont égaux, les variations d'entropies seront strictement opposées pour les deux systèmes puisqu'ils échangent une quantité d'énergie toujours strictement opposée. À température égale, on est donc assuré du caractère extrémal (mais en fait bel et bien maximal) de l'entropie, ce qui assure l'équilibre thermodynamique.

### Distribution des micro-états du système
Soient {\displaystyle \Omega _{\mathrm {T} }(E_{T})} le nombre de micro-états du système total d'énergie totale {\displaystyle E_{T}}, constante (à {\displaystyle \delta E} près), et {\displaystyle \Omega _{\mathrm {r} }(E_{\mathrm {r} }=E_{T}-E_{\ell })} celui du réservoir lorsque le système étudié est dans un micro-état d'énergie {\displaystyle E_{\ell }}. Comme lorsque le système se trouve dans ce micro-état le réservoir peut se trouver dans n'importe lequel des {\displaystyle \Omega _{\mathrm {r} }(E_{\mathrm {r} }=E_{T}-E_{\ell })} micro-états correspondants, sans qu'aucun ne soit favorisé, la probabilité {\displaystyle P_{\ell }^{c}} de trouver le système étudié dans un micro-état donné d'énergie {\displaystyle E_{\ell }} au sein de l'ensemble canonique est donc donnée par :
{\displaystyle P_{\ell }^{c}={\frac {\Omega _{\mathrm {r} }(E_{T}-E_{\ell })}{\Omega _{\mathrm {T} }(E_{T})}}},
c'est-à-dire le nombre de cas favorables sur le nombre total de cas possibles. Le dénominateur n'étant qu'une constante indépendante du micro-état {\displaystyle \ell } considéré, il est possible d'écrire en passant au logarithme et faisant apparaître l'entropie microcanonique {\displaystyle S_{\mathrm {r} }=k_{B}\ln \Omega _{\mathrm {r} }} du réservoir :
{\displaystyle k_{B}\ln \Omega _{\mathrm {r} }(E_{T}-E_{\ell })=S_{\mathrm {r} }(E_{T}-E_{\ell })=S_{\mathrm {r} }(E_{T})-E_{\ell }{\frac {\partial S_{\mathrm {r} }}{\partial E_{T}}}+{\mathcal {O}}\left(E_{\ell }^{2}\right)},
soit encore en tenant compte de la condition d'équilibre thermique {\displaystyle {\frac {1}{T}}={\frac {\partial S_{\mathrm {r} }}{\partial E}}(E_{T})} entre le système et le réservoir :
{\displaystyle \ln \Omega _{\mathrm {r} }(E_{T}-E_{\ell })\approx {\frac {S_{\mathrm {r} }(E_{T})}{k_{B}}}-{\frac {E_{\ell }}{k_{B}T}}}.
Il vient dès lors l'expression de la probabilité de trouver le système dans le micro-état {\displaystyle \ell } :
{\displaystyle P_{\ell }^{c}=C\mathrm {e} ^{\left(-{\frac {E_{\ell }}{k_{B}T}}\right)}},
où {\displaystyle C} est une constante de normalisation donnée par la condition {\displaystyle \sum _{\ell }P_{\ell }^{c}=1}, la sommation portant sur tous les micro-états possibles du système.
Cette expression peut dès lors se réécrire sous la forme suivante :
où {\displaystyle Z} est la fonction de partition canonique définie par :

### Cas continu
Dans le cas où le spectre des micro-états du système peut être considéré comme continu ou quasi-continu, il est fréquent de recourir à une description continue. On introduit alors la notion de densité d'états {\displaystyle \rho (E)} telle que le nombre {\displaystyle \mathrm {d} N(E)} de micro-états du système d'énergies comprises entre {\displaystyle E} et {\displaystyle E+\mathrm {d} E} soit donné par :
{\displaystyle \mathrm {d} N(E)=\rho (E)\mathrm {d} E}.
Il faut alors considérer la densité de probabilité {\displaystyle p^{c}(E)} pour que les micro-états du système aient des énergies comprises entre {\displaystyle E} et {\displaystyle E+\mathrm {d} E}, qui est alors donnée selon la formule précédente modifiée sous la forme :
{\displaystyle p^{c}(E)={\frac {\rho (E)\mathrm {e} ^{-\beta E}}{Z}}},
la fonction de partition {\displaystyle Z} étant alors donnée par :
{\displaystyle Z=\int {\rho (E)\mathrm {e} ^{-\beta E}dE}},
l'intégrale portant sur l'ensemble des valeurs possibles de l'énergie.

### Discussion physique
Contrairement au cas du formalisme microcanonique, les divers micro-états du système étudié ne sont pas équiprobables. Si on considère deux valeurs distinctes de l'énergie, notées {\displaystyle E_{2}} et {\displaystyle E_{1}}, avec {\displaystyle E_{2}>E_{1}}, le rapport de leurs probabilités au sein de l'ensemble canonique, qui correspond au rapport de leurs "populations" respectives, est donné par :
{\displaystyle {\frac {P_{2}^{c}}{P_{1}^{c}}}={\frac {\Omega (E_{2})}{\Omega (E_{1})}}=\mathrm {e} ^{-{\frac {\Delta E}{k_{B}T}}}}, avec {\displaystyle \Delta E=E_{2}-E_{1}>0}.
Clairement plus l'écart énergétique {\displaystyle \Delta E} entre les niveaux est important pour une température donnée, plus le ratio de population sera faible, l'état de plus basse énergie étant le plus probable.
Le ratio de probabilité des différents états est « modulé » par la quantité {\displaystyle k_{B}T}, qui joue le rôle d'une énergie caractéristique, traduisant en quelque sorte l'influence de "l'agitation thermique" (lié au réservoir) sur l'occupation des différents micro-états du système en fonction de leurs énergies respectives.
Il est utile de retenir l'ordre de grandeur suivant :
Par suite, l'écart énergétique entre les différents niveaux d'énergie d'un atome étant de l'ordre de l'électron-volt, il est extrêmement improbable de trouver les atomes d'un gaz monoatomique comme l'hélium ou le néon dans un état excité à la température ordinaire {\displaystyle T} = 300 K, puisque pour {\displaystyle \Delta E=1\;{\rm {eV}}} le ratio précédent est de l'ordre de 4 × 10−18. On dit alors que les « degrés de liberté électroniques » sont gelés à la température ordinaire. En revanche, pour des températures élevées, de l'ordre de plusieurs milliers de degrés, les états excités pourront jouer un rôle important.
À l'inverse, dans le cas de gaz constitués de molécules, il existe des degrés de libertés associés aux vibrations et aux rotations moléculaires. Typiquement, les écart d'énergies associés à ces termes sont de l'ordre de 0,1 à 0,01 eV et 10−3 – 10−5 eV, respectivement. Ainsi les degrés de liberté de rotation ne seront "gelés" qu'à très basse température, et joueront certainement un rôle à température ordinaire, et il en sera de même pour ceux de vibration dès lors que la température est suffisamment élevée.
Il faudra donc tenir compte de ces degrés de liberté supplémentaires, ce qui explique pourquoi l'expression de l'énergie interne d'un gaz parfait varie selon que l'on considère un gaz monoatomique, pour lesquels il n'y a pas de degrés de liberté de rotation ou de vibration, et est alors donnée par {\displaystyle U={\frac {3}{2}}RT} (par mole), ou un gaz diatomique, où il faut alors tenir compte des deux degrés de liberté supplémentaires liés à la rotation, ce qui donne {\displaystyle U={\frac {5}{2}}RT}. À haute température, cette valeur tendra vers {\displaystyle U={\frac {7}{2}}RT} du fait du "dégel" des degrés de liberté de vibration.

## Autre approche pour obtenir la distribution canonique
Il est possible de procéder différemment pour obtenir la distribution précédente, en utilisant une approche « généralisée »,, du postulat fondamental de la physique statistique. Si cette approche est fortement calculatoire, par rapport à celle plus physique employée plus haut, elle est très féconde, et présente l'avantage de pouvoir être généralisée à pratiquement n'importe quelle situation.

### Forme «généralisée» du postulat fondamental
En premier lieu, il convient de rappeler le postulat fondamental de la physique statistique :
Étant donné un système isolé en équilibre, il se trouve avec des probabilités égales dans chacun de ses micro-états accessibles.
Ce postulat privilégie évidemment les systèmes isolés, et son application à la situation canonique implique de raisonner sur le système global, isolé, et effectuant des hypothèses de faible couplage sur le système étudié, pour y avoir recours.
Il est possible de généraliser ce postulat de la façon suivante :
À l'équilibre macroscopique, la distribution statistique des états microscopiques est celle qui maximise l'entropie statistique du système {\displaystyle {\bar {S}}=-k_{B}\sum _{\ell }{P_{\ell }\ln {P_{\ell }}}}, compte tenu des contraintes extérieures qui sont imposées à ce dernier,.
Dans tous les cas la distribution de probabilité devra respecter la contrainte liée à la condition de normalisation {\displaystyle \sum _{\ell }P_{\ell }=1}, qui peut aussi être mise sous la forme :
{\displaystyle \sum _{\ell }P_{\ell }-1=0}.
Par ailleurs, dans le cas de l'ensemble canonique, la seconde contrainte qui porte sur la distribution de probabilité {\displaystyle P_{\ell }=P_{\ell }^{c}} est que la valeur moyenne {\displaystyle \left\langle E\right\rangle } de l'énergie du système étudié est fixée à l'équilibre de par son contact avec le réservoir (supposé infini) d'énergie, c'est-à-dire qu'il faut que {\displaystyle P_{\ell }^{c}} soit telle que :
{\displaystyle \sum _{\ell }P_{\ell }^{c}E_{\ell }-\left\langle E\right\rangle =0}.

### Application à l'ensemble canonique
Le problème de la détermination de la distribution de probabilité {\displaystyle P_{\ell }^{c}} dans le cas de l'ensemble canonique est donc celui d'une maximisation sous contrainte de la quantité {\displaystyle {\bar {S}}=-k_{B}\sum _{\ell }{P_{\ell }^{c}\ln {P_{\ell }^{c}}}}, les deux contraintes étant :
- {\displaystyle \sum _{\ell }P_{\ell }^{c}-1=0}, (condition de normalisation) ;
- {\displaystyle \sum _{\ell }P_{\ell }^{c}E_{\ell }-\left\langle E\right\rangle =0}, (contact avec le réservoir d'énergie).

Ce problème peut se résoudre en utilisant la méthode des multiplicateurs de Lagrange: on cherche alors à maximiser la quantité:
{\displaystyle {\tilde {S}}(a,b)=-k_{B}\sum _{\ell }{P_{\ell }^{c}\ln {P_{\ell }^{c}}}-a\left(\sum _{\ell }P_{\ell }^{c}-1\right)-b\left(\sum _{\ell }P_{\ell }^{c}E_{\ell }-\left\langle E\right\rangle \right)},
{\displaystyle a} et {\displaystyle b} étant deux constantes arbitraires qui seront déterminées ultérieurement en remplaçant l'expression obtenue de {\displaystyle P_{\ell }^{c}(a,b)} dans celles des deux contraintes imposées à la distribution.
On minimise alors {\displaystyle {\tilde {S}}} en considérant chacun des {\displaystyle P_{\ell }^{c}} comme une variable indépendante, c'est-à-dire en cherchant {\displaystyle P_{\ell }^{c}} tel que {\displaystyle {\frac {\partial {\tilde {S}}}{\partial P_{\ell }^{c}}}=0}, ce qui donne les conditions :
{\displaystyle -k_{B}\ln {P_{\ell }^{c}}-k_{B}-a-bE_{\ell }=0},
ce qui implique :
{\displaystyle {P_{\ell }^{c}(a,b)}=\mathrm {e} ^{-\left(1+{\frac {a}{k_{B}}}\right)}\mathrm {e} ^{\left(-{\frac {bE_{\ell }}{k_{B}}}\right)}=C\mathrm {e} ^{\left(-{\frac {bE_{\ell }}{k_{B}}}\right)}}, avec {\displaystyle C} constante de normalisation.
On obtient bien une distribution de la même forme que précédemment, la constante {\displaystyle b} étant bien l'inverse de la température {\displaystyle T} comme il est possible de le vérifier en substituant cette expression dans celle de l'entropie statistique {\displaystyle {\bar {S}}}. Il vient en effet après réarrangement :
{\displaystyle {\bar {S}}(a,b)=k_{B}\left(1+{\frac {a}{k_{B}}}\right)\left(\sum _{\ell }{P_{\ell }^{c}}\right)+b\left(\sum _{\ell }{E_{\ell }P_{\ell }^{c}}\right)},
soit encore compte tenu du fait que {\displaystyle \sum _{\ell }{P_{\ell }^{c}}=1} et de {\displaystyle \sum _{\ell }{E_{\ell }P_{\ell }^{c}}=\left\langle E\right\rangle }:
{\displaystyle {\bar {S}}(a,b)=k_{B}\left(1+{\frac {a}{k_{B}}}\right)+b\left\langle E\right\rangle }.
Il suffit de remarquer que {\displaystyle {\frac {\partial {\bar {S}}}{\partial \left\langle E\right\rangle }}={\frac {1}{T}}} où {\displaystyle T} est la température du réservoir imposée au système pour vérifier que {\displaystyle b={\frac {1}{T}}}.
L'utilisation de la contrainte {\displaystyle \sum _{\ell }P_{\ell }^{c}-1=0} permet alors de montrer que {\displaystyle \mathrm {e} ^{-\left(1+{\frac {a}{k_{B}}}\right)}={\frac {1}{\sum _{\ell }{\mathrm {e} ^{-\beta E_{\ell }}}}}={\frac {1}{Z}}}.

## Expression des fonctions thermodynamiques
La fonction de partition canonique {\displaystyle Z} ne dépend pas de l'énergie {\displaystyle E_{\ell }} des micro-états individuels, en revanche elle dépend en général des paramètres extérieurs du système, notamment sa température {\displaystyle T} et son volume {\displaystyle V}. On vérifie que {\displaystyle Z} permet de déterminer simplement les principales caractéristiques du système, dont son énergie moyenne {\displaystyle \left\langle E\right\rangle } et son entropie statistique {\displaystyle {\bar {S}}}, lesquelles s'identifient à la limite thermodynamique à l'énergie interne {\displaystyle U=U(T,V)} et à l'entropie {\displaystyle S=S(T,V)} du système étudié.

### Énergie moyenne du système -Énergie interne
Par définition, l'énergie moyenne du système est donnée par la relation, :
{\displaystyle \left\langle E\right\rangle =\sum _{\ell }{E_{\ell }P_{\ell }^{c}}=\sum _{\ell }{E_{\ell }{\frac {\mathrm {e} ^{-\beta E_{\ell }}}{Z}}}},
or il est facile de vérifier l'identité :
{\displaystyle {\frac {\partial \ln {Z}}{\partial \beta }}=-\sum _{\ell }{E_{\ell }{\frac {\mathrm {e} ^{-\beta E_{\ell }}}{Z}}}=-\left\langle E\right\rangle },
soit encore en repassant à la température {\displaystyle T} :
{\displaystyle \left\langle E\right\rangle =k_{B}T^{2}{\frac {\partial \ln {Z}}{\partial T}}}.
À la limite thermodynamique, {\displaystyle \left\langle E\right\rangle } s'identifie à l'énergie interne {\displaystyle U} du système.

### Entropie du système
Il est possible d'établir l'expression de l'entropie du système étudié dans la situation canonique en utilisant la définition de l'entropie statistique sur un ensemble :
{\displaystyle {\bar {S}}=-k_{B}\sum _{\ell }{P_{\ell }^{c}\ln {P_{\ell }^{c}}}},
en substituant dans cette expression celle de {\displaystyle P_{\ell }^{c}} correspondant à la distribution canonique, il vient :
{\displaystyle {\bar {S}}=-k_{B}\sum _{\ell }{{\frac {\mathrm {e} ^{-\beta E_{\ell }}}{Z}}\ln {\left({\frac {\mathrm {e} ^{-\beta E_{\ell }}}{Z}}\right)}}=-k_{B}\sum _{\ell }{{\frac {\mathrm {e} ^{-\beta E_{\ell }}}{Z}}\left(-\beta E_{\ell }-\ln {Z}\right)}={\frac {\left\langle E\right\rangle }{T}}+k_{B}\ln {Z}},
où il a été tenu compte du fait que {\displaystyle {\frac {\sum _{\ell }\mathrm {e} ^{-\beta E_{\ell }}}{Z}}=1} d'après la définition de la fonction de partition {\displaystyle Z}.
Compte tenu de l'expression précédente de {\displaystyle \left\langle E\right\rangle } il est possible de réécrire l'expression de l'entropie statistique du système sous la forme :
{\displaystyle {\bar {S}}=k_{B}T{\frac {\partial \ln {Z}}{\partial T}}+k_{B}\ln {Z}}.
À la limite thermodynamique, {\displaystyle {\bar {S}}} s'identifie à l'entropie thermodynamique {\displaystyle S} du système.

### Énergie libre
Les expressions précédentes de l'énergie interne et de l'entropie thermodynamique peuvent être réécrites sous une forme plus exploitable en introduisant l'énergie libre {\displaystyle F=F(T,V,N)} du système, définie à partir de la fonction de partition {\displaystyle Z} par :
{\displaystyle Z=\mathrm {e} ^{-\beta F}}, soit encore {\displaystyle F=-k_{B}T\ln {Z}}.
On peut alors vérifier que l'énergie interne {\displaystyle U=U(T,V,N)} et l'entropie {\displaystyle S=S(T,V,N)} du système sont données en fonction de l'énergie libre {\displaystyle F} par :
{\displaystyle U=F-T\left({\frac {\partial F}{\partial T}}\right)_{V,N}},
et
{\displaystyle S=-\left({\frac {\partial F}{\partial T}}\right)_{V,N}},
ce qui permet de retrouver l'identité classique: {\displaystyle F=U-TS}.